# Amaea minor
Amaea minor is een slakkensoort uit de familie van de Epitoniidae. De wetenschappelijke naam van de soort werd in 1873 voor het eerst geldig gepubliceerd door George Brettingham Sowerby II.